# ゆかにっし
『ゆかにっし』は、荒井チェリーによる日本の4コマ漫画作品。『まんがタイム』（芳文社）にて、2004年4月号から2006年3月号まで連載。2016年5月に刊行された荒井の傑作集『Cherry etc.荒井チェリー傑作集』上巻に、本作が収録されている。

## ストーリー概要
ファンシーショップの店主として家計を支える前田結花の生活を描く『ほのぼの（!?）ファミリー4コマ』。同時期に連載されていた『みおにっき』と話がリンクしているほか、後の連載作『三者三葉』『ハッピーとれいるず!』とのつながりもある。本作は長女の結花の視点から描かれている。

## 登場人物
前田結花（まえだ ゆか）
本作の主人公。母から受け継いだファンシーショップを経営している。だが、そのセンスは世間一般からズレており、もはやファンシーとは言えないような怪しげな代物ばかりである。自作の詩を売ろうとしたが、これもまた詩とは呼べないものである。家事はできないが、裁縫だけは得意。料理はまずく、食べた人はおなかをこわすが、自分で食べることはできる。
前田実音（まえだ みお）
結花の妹。小学生とは思えないしっかり者で、頼りない結花に代わって前田家の家計をやりくりしている。ドクロが好きで、財テクの本を読んでいる。また、サンタクロースがいないことを知っている。
前田克樹（まえだ かつき）
結花の弟。高校生。ケンカが強いが、ケンカの師匠である千歌にだけはかなわない。前田家の料理担当で連載途中から食堂でバイトを始める。自分でその食堂の味を研究するなど、かなりのこだわりを持っているが、自分ではあまり食べない。
ファレノ
前田家で飼っている猫。まるで霊感を持っているかのような仕草を見せることがある。
鶴田千歌（つるた ちか）
結花の4歳年上の幼馴染み。商店街の酒屋の娘で、実音の小学校の教師。『みおにっき』には単行本裏表紙の『夜露死苦前田さん』にのみ登場。克樹にケンカを仕込んだ張本人であり、克樹や松本先生に対して横暴な振る舞いをするが、誰も逆らえない。
型破りな人物ではあるが、変人が揃っている中で突っ込みをすることが多い。
松本有祐（まつもと ゆうすけ）
実音の担任の先生。結花の店の近くに引っ越してくる。その縁から結花と一緒にいることも多く、結花に好意を抱いている模様。天然ボケなところもあり、ファンシーグッズ以外のことではセンスのずれ具合が結花とよく似ている。
前田家以外で唯一、本作と『みおにっき』の両作品に登場する。

## 書誌情報
- 荒井チェリー『ゆかにっし』芳文社〈まんがタイムKRコミックス〉、2006年6月10日発行（5月26日発売[3]）、ISBN 4-8322-7578-X
- 荒井チェリー『Cherry etc. 荒井チェリー傑作集 上』芳文社〈まんがタイムKRコミックス〉、2016年5月27日発売[1][4]、ISBN 978-4-8322-4701-7
  - 本作のほか「みおにっき」、「キミとボクをつなぐもの」が収録[1]